# Sasakové
Sasakové (Wång Sâsak) jsou příslušníci austronéského etnika obývajícího indonéskou provincii Západní Nusa Tenggara. Jejich populace se odhaduje na 3,8 milionu osob. Žijí převážně na ostrově Lombok, kde tvoří 85 % obyvatelstva. Jejich vesnice se nacházejí v hornatém vnitrozemí Lomboku, zatímco západní pobřeží s hlavním městem Mataram je etnicky smíšené.
Hovoří sasačtinou, která se zapisuje balijským písmem a dělí se na pět dialektů: menó-mené, ngenó-ngené, meriyak-meriku, kutó-kuté a ngettó-ngetté. Původ etnonyma je nejasný, je odvozován od výrazů sak-sak (člun) nebo sa'-saq (jeden). Poprvé je toto označení doloženo v „pujunganském nápise“ datovaném do 11. století. Sasakové jsou příbuzní Balijcům, avšak na rozdíl od nich jsou většinou muslimové. 

## Historie
Byli poddanými říše Madžapahit a různých vládců z Bali, koncem devatenáctého století přijali nadvládu Nizozemské východní Indie. Od balijských hinduistů převzali rozdělení společnosti do čtyř kast: vládci se nazývali raden, následovali sestupně menak, perwangse a jajarkarang. Uzavírání sňatků se až do druhé poloviny dvacátého století řídilo pravidlem endogamie.
Islám přijali Sasakové v 15. století pod vlivem kazatele Sunana Giriho. Původně vyznávali synkretické učení Wetu Telu (modlitba třikrát za den), později mezi nimi převládl ortodoxně sunnitský směr Wetu Lima (modlitba pětkrát za den). Malá skupina Sasak Boda s necelými 10 000 příslušníky se stále hlásí k původní animistické víře.

## Způsob života
Sasakové se věnují převážně zemědělství, pěstují rýži, kávovník, sóju, cukrovou třtinu a pandány. Rozšířenými řemesly jsou košíkářství, hrnčířství, tkalcovství a dřevořezba. Odívají se do pestrých sarongů. Domy stavějí z bambusu, obytné budovy se nazývají bale tani a sýpky lumbung. Hlavním svátkem je únorový Bau Nyale, spojený se sběrem jedlých mořských červů. Součástí kultury Sasaků jsou i orchestry gamelan, pro něž jsou typickými nástroji druh brumle zvaný genggong a flétna suling. Cyklus legend Serat Menak Sasak pochází z doby šíření islámu a bývá inscenován jako divadlo wayang. Peresean je rituální souboj mladých mužů s ratanovými holemi a štíty z buvolí kůže. K tradicím Sasaků patří také předsvatební únosy zvané merarik. Po nich následuje svatební procesí nyongkolan. 

## Galerie

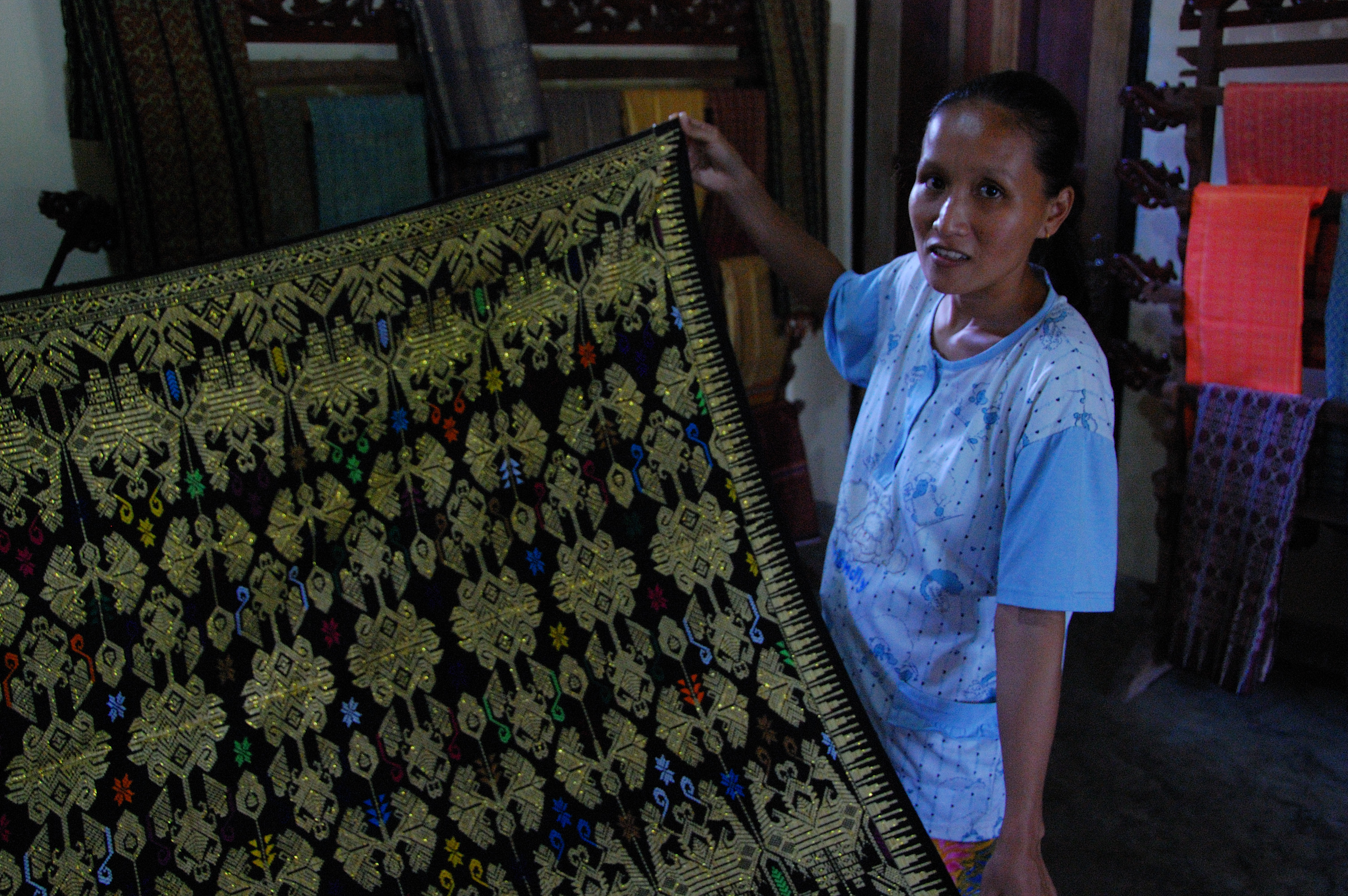
Tkadlena
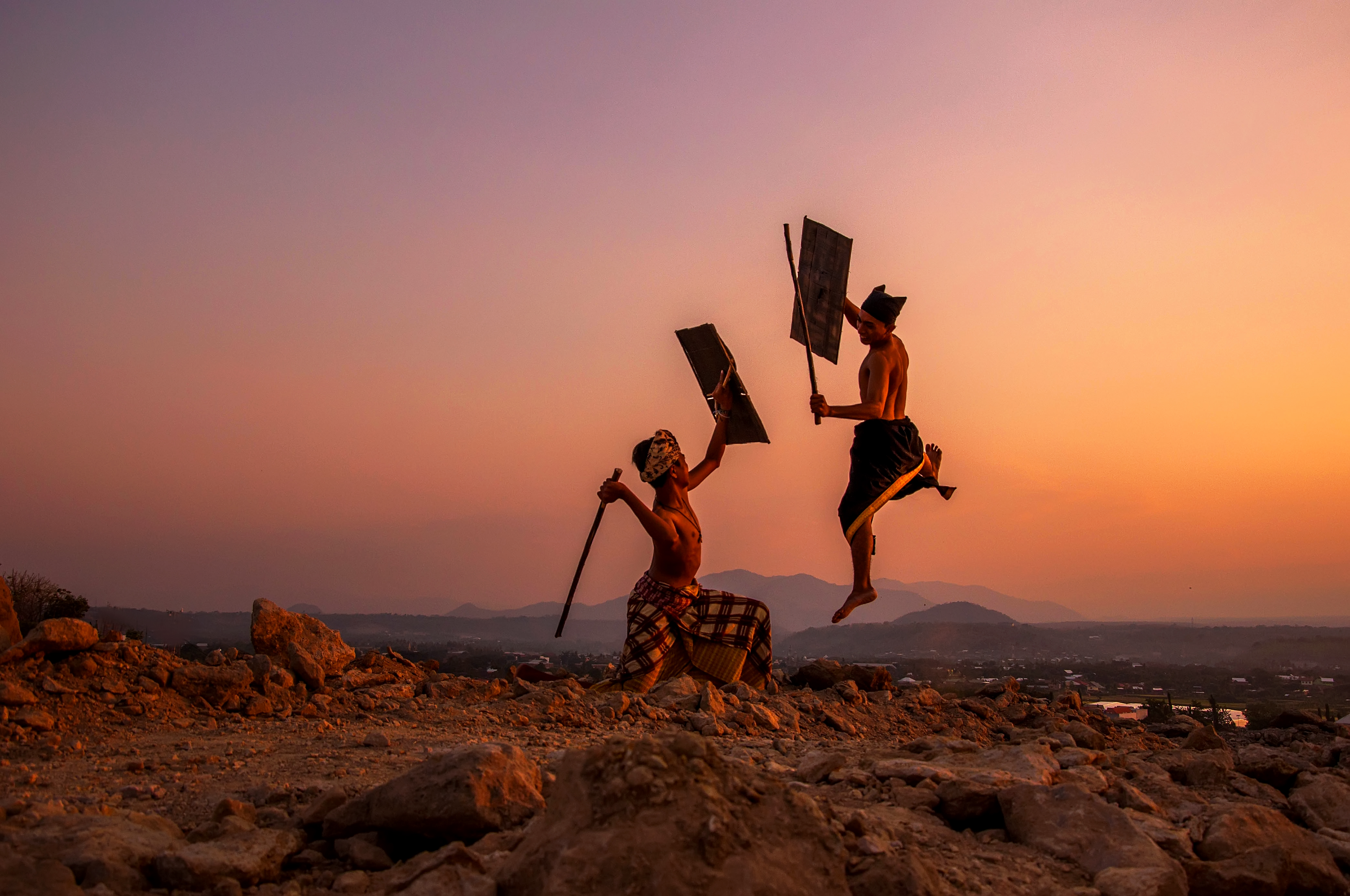
Peresean
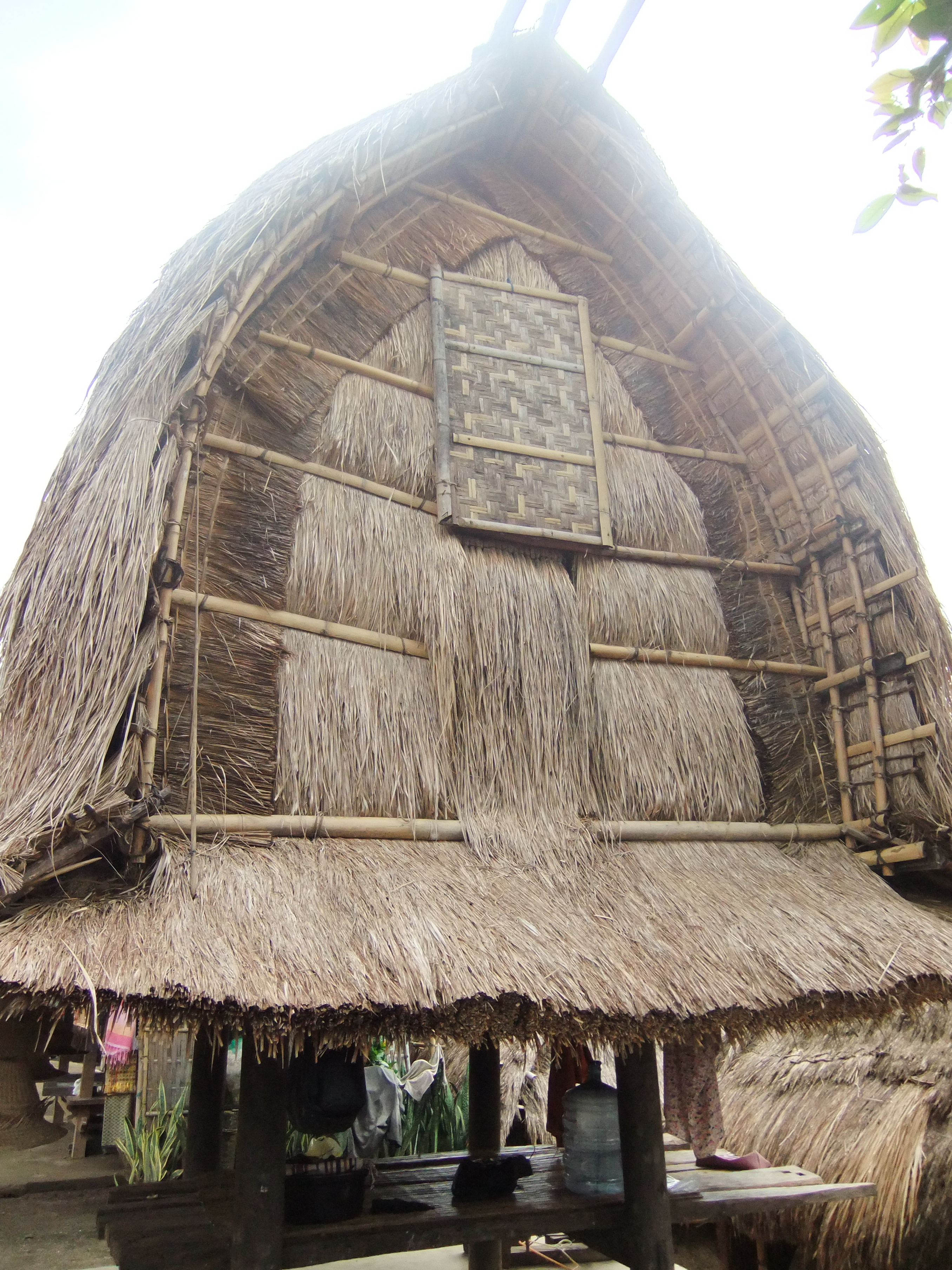
Stavba zvaná lumbung
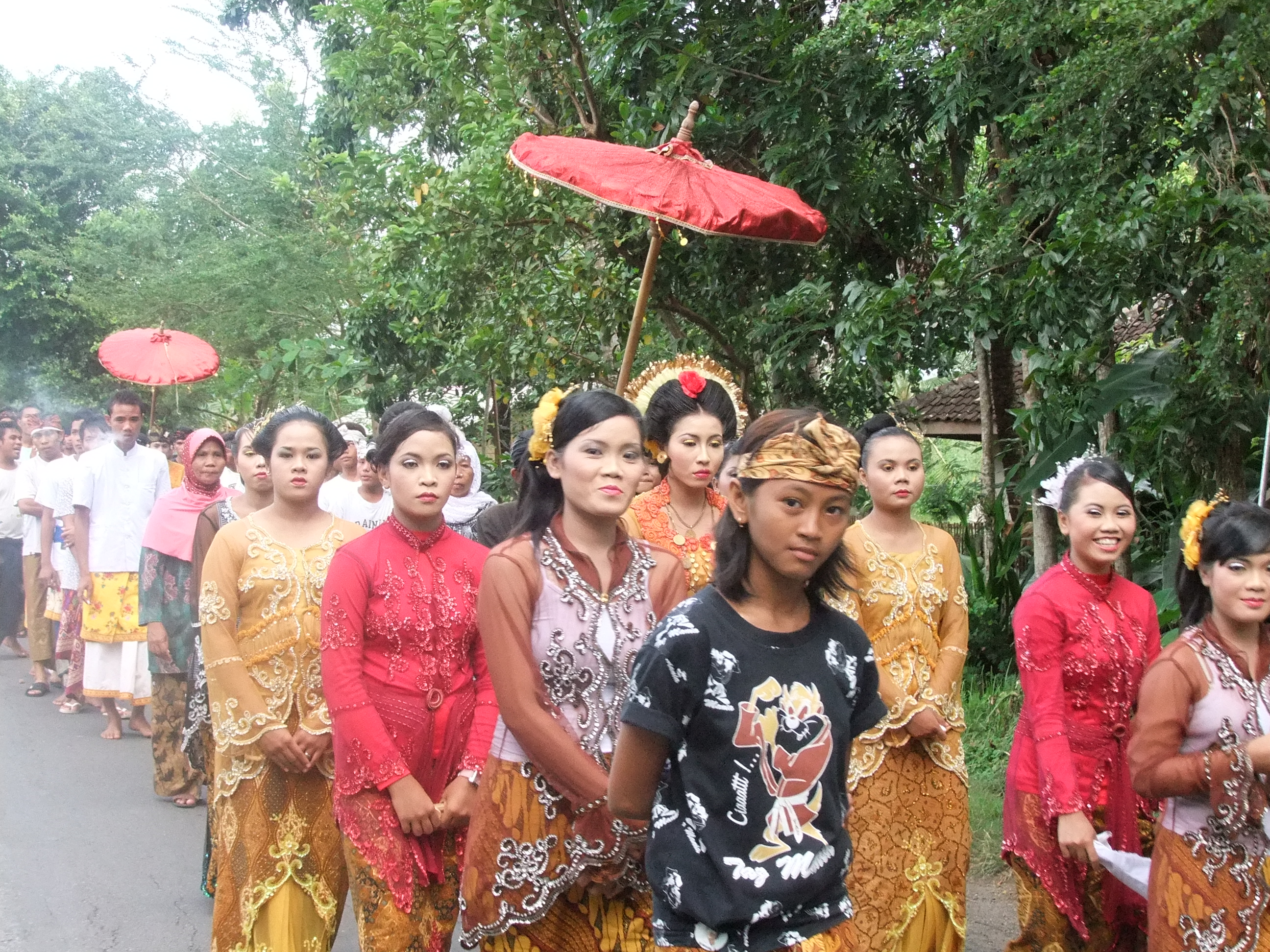
Na sasacké svatbě
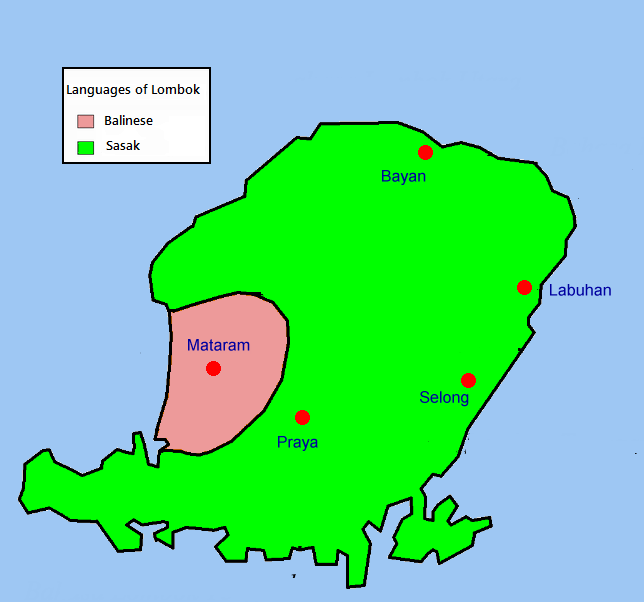
Etnická mapa Lomboku